# Vriesea sanguinolenta
Vriesea sanguinolenta là một loài thực vật có hoa trong họ Bromeliaceae. Loài này được Cogn. & Marchal miêu tả khoa học đầu tiên năm 1874.